# Пэк Джон Гвон
Пэк Джон Гвон (кор. 백종권; род. 7 ноября 1971, Чинджу) — южнокорейский боксёр, представитель лёгкой и второй полулёгкой весовых категорий. Выступал на профессиональном уровне в период 1992—2002 годов, владел титулом чемпиона мира по версии WBA.

## Биография
Пэк Джон Гвон родился 7 ноября 1971 года в городе Чинджу провинции Кёнсан-Намдо, Южная Корея.
Дебютировал в боксе на профессиональном уровне в сентябре 1992 года, отправив своего соперника в нокаут. Выходил на ринг достаточно часто, но боксировал исключительно на домашних рингах Южной Кореи, и уровень его оппозиции был не очень высоким — дебютанты и боксёры с отрицательным рейтингом.
В марте 1994 года завоевал титул чемпиона Южной Кореи по боксу в лёгкой весовой категории, нокаутировав соотечественника Ли Кап Ёна.
В июле 1997 года стал обладателем титула чемпиона Восточной и тихоокеанской боксёрской федерации (OPBF) в лёгком весе. Впоследствии сумел дважды защитить этот чемпионский пояс.
Имея в послужном списке 20 побед без единого поражения, в 1999 году Пэк удостоился права оспорить титул чемпиона мира во второй полулёгкой весовой категории по версии Всемирной боксёрской ассоциации (WBA), который на тот момент принадлежал монголу Дугарбаатарын Лхагве. Противостояние между ними продлилось все отведённые 12 раундов, в итоге судьи раздельным решением отдали победу корейскому боксёру.
В январе 2000 года Пэк Джон Гвон провёл первую защиту титула, при этом он впервые не смог выиграть у своего соперника — в поединке с Чхве Гю Чхолем была зафиксирована ничья.
Для второй защиты в мае 2000 года Пэк впервые в своей карьере отправился в США, где встретился с непобеждённым олимпийским чемпионом с Кубы Хоэлем Касамайором. В конечном счёте кубинец победил его техническим нокаутом в пятом раунде, нанеся ему первое поражение и забрав чемпионский пояс себе.
В дальнейшем в 2001 и 2002 годах Пэк Джон Гвон ещё дважды выходил на ринг против малоизвестных боксёров, у обоих выиграл, после чего принял решение завершить спортивную карьеру.